# Конопиньский, Мариан
 Мари́ан Конопи́ньский  (пол. Marian Konopiński OFM Cap; 10 сентября 1907, Ключево, Шамотульский повят — 1 января 1943, Дахау, Бавария) — блаженный Римско-католической церкви, священник, монах из монашеского ордена францисканцев, мученик. Входит в число 108 блаженных польских мучеников, беатифицированных римским папой Иоанном Павлом II во время его посещения Варшавы 13 июня 1999 года.

## Биография
В 1932 году Марианн Конопиньский был рукоположён в священника и был назначен викарием в церковь св. архангела Михаила в Познани. Обучался в Познанском университете на факультете социальных наук. 28 апреля [1939 года был зачислен в военный резерв Войско Польское. На фронте был капелланом XV полка Познанских уланов и был взят в плен немецкими войсками. Из плена был освобождён в мае 1940 года и через некоторое время был арестован и направлен в концентрационный лагерь в Дахау, где погиб при проведении над ним медицинских экспериментов.

## Прославление
13 июня 1999 года был беатифицирован римским папой Иоанном Павлом II вместе с другими польскими мучениками Второй мировой войны.
День памяти — 12 июня.